# Danskt florskinn
Danskt florskinn (Botryobasidium danicum) är en svampart som beskrevs av J. Erikss. & Hjortstam 1969. Danskt florskinn ingår i släktet Botryobasidium och familjen Botryobasidiaceae.  Arten är reproducerande i Sverige. Inga underarter finns listade i Catalogue of Life.

## Källor

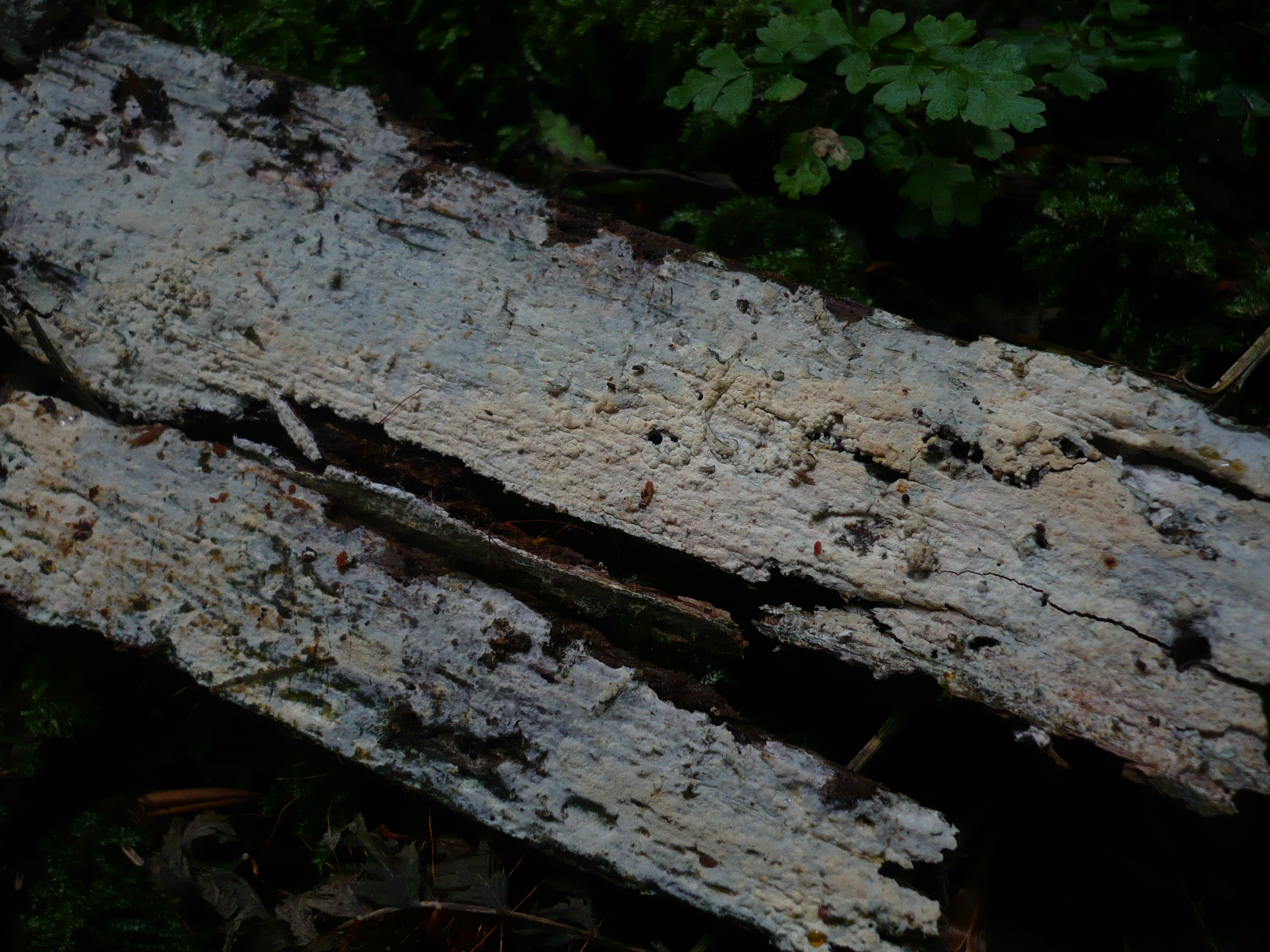